# James Burton (gitarist)

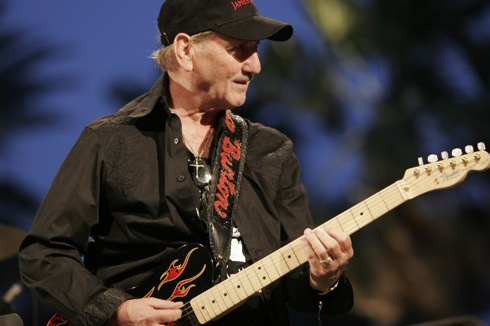
James Burton

James Burton (Dubberly, 21 augustus 1939) is een Amerikaanse gitarist. Hij was de vaste sologitarist bij de Elvis Presley-concerten uit de jaren zeventig. Na de dood van Elvis speelde James samen met vele andere bekende artiesten. Zijn bijnaam is Master of Telecaster. 
James Burton heeft in de jaren vijftig met Dale Hawkins en Ricky Nelson aan de oerknal van de rock & roll gestaan. In 1957 schreef James Burton de melodie voor het lied "Suzie Q"; Dale Hawkins schreef de tekst en zorgde voor de zang. In de jaren zestig stond James Burton met The Everly Brothers en Emmylou Harris aan de wieg van de countryrock en is de afgelopen 50+ jaar de smaakmaker geweest voor de sound van artiesten als John Denver, Johnny Cash, Jerry Lee Lewis, Roy Orbison en The Monkees. In 2009 won hij met Brad Paisley een Grammy Award in de categorie 'Best Country Instrumental Performance'. De man mag met recht een levende legende worden genoemd, wat hem in de Verenigde Staten zelfs een eigen standbeeld opleverde. 
James maakt deel uit van de begeleidingsband, die hij in de jaren met Elvis samenstelde (TCB Band) en waarmee hij ook tijdens de Elvis the Concert concerten in Ahoy speelde. Hierbij speelt de gehele originele band samen met Elvis, die op een groot scherm geprojecteerd werd.
In 1987 speelde James Burton met onder andere Elvis Presley's originele TCB Band in de tv-productie Roy Orbison and Friends: A Black and White Night.
In 2001 werd Burton opgenomen in de Rock and Roll Hall of Fame.
In 2003 bracht het magazine "Rolling Stone" de top 100 van de beste gitaristen aller tijden uit. In deze top 100 staat Burton op de 20e plaats.
In 2012 trad hij ook in Nederland op met de Nederlandse band Mufkin Tass.